# Andrea di Gaeta
Andrea di Gaeta (fl. XII secolo) fu brevemente duca di Gaeta dal 1111 al 1113.

## Biografia
Andrea era il figlio maggiore del duca Riccardo di Gaeta, di origine normanna, e di Rangarda, legata ai conti di Fondi e discendente del duca Docibile I di Gaeta.
Nel 1111, succedette al padre alla guida del ducato di Gaeta e prestò giuramento a Gerardo, abate di Montecassino, impegnandosi a proteggere i beni dell’abbazia nella Terra di San Benedetto, in particolare il castello e le terre di Pontecorvo.
Andrea morì prematuramente e senza eredi nel 1113. Gli succedette Gionata, membro della famiglia Drengot.